# Manoscritto di Lucca
Il Manoscritto di Lucca 490 o Codex Lucensis 490 della Biblioteca capitolare Feliniana di Lucca è un manoscritto miscellaneo copiato tra il 787 e l'816 contenente, tra l'altro, la raccolta Compositiones ad tingenda musiva, pelles et alia, ad deaurandum ferrum, ad mineralia, ad chrysographiam, ad glutina quaedam conficienda, aliaque artium documenta, ante annos nongentos scripta (così suona il lungo titolo ricevuto, del tutto arbitrariamente, dal primo editore della raccolta, Ludovico Antonio Muratori), uno tra i più antichi ricettari latini pervenutoci. 
Vi sono conservate ricette miscellanee destinate a un uso didattico, unite ad alcuni trattati antichi come l'Ars numeri di Pitagora, un frammento di Plinio sulla divisione del tempo e un metodo per il calcolo della Pasqua. È scritto in latino barbarico ricco di grecismi (chiara traccia del collegamento con gli analoghi ricettari di epoca ellenistica).
Nel ricettario si trovano procedimenti per la preparazione di pigmenti, di inchiostri dorati e d'argento, per colorare pietre artificiali e vetri da mosaico, per tingere pelli e tessuti, per fare dorature e per la lavorazione di metalli e leghe.
Quest'opera è costituita da procedimenti sistemati senza ordine e non sono opera di un unico autore, ma vi confluiscono numerose fonti diverse, collocandosi in un preciso filone tecnico-letterario, con alcune ricette in diretto rapporto con quelle del Papiro di Leida e di Stoccolma, e corrispondenze anche con Eraclio e il successivo Mappae Clavicula. A differenza di altri ricettari è un pezzo unico (ne esiste solo una copia, non esistono nemmeno copie parziali) ed è probabilmente il secondo più antico testo del genere conservatosi completo, dopo l'Eraclio che viene attribuito a pochi decenni anteriore (anche se non è un'idea condivisa da tutti gli studiosi).